# Pierre Guillaume Chaudron-Roussau
Pierre Guillaume Chaudron-Roussau, né le 15 novembre 1775 à Bourbonne-les-Bains (Haute-Marne) et mort le 5 mars 1811 à la bataille de Barrosa, près de Chiclana de la Frontera en Espagne, est un général français du Premier Empire.

## États de service
Il entre en service le 10 mars 1793, comme élève commissaire des guerres, et il devient lieutenant dans le 1er bataillon des chasseurs des montagnes le 11 juillet 1793. Adjoint aux adjudants-généraux le 7 août 1793, il passe au 24e régiment de chasseurs à cheval le 2 janvier 1794. Affécté à l'armée des Pyrénées occidentales, il est nommé adjudant-général chef de bataillon le 8 juin 1794, et adjudant-général chef de brigade le 13 juin 1795. Le 9 septembre 1795, il est envoyé à l'armée de l'Ouest, et il est réformé le 22 septembre 1796.
Le 28 mai 1799, il est chargé par le général commandant la 18e division militaire de conduire les conscrits de la Haute-Marne à l'armée du Danube. Employé comme adjudant-général par le général en chef, il est remis en activité comme chef de bataillon à la suite d'une demi-brigade d'infanterie le 5 juin 1799, par mesure générale. Il continue à servir comme adjudant-général, et il est enfin réintégré dans ce grade le 14 mars 1800. Muté à l'armée d'Italie le 12 avril 1800, il est employé dans la République cisalpine le 1er juillet 1801, en Batavie le 23 septembre 1802, et au camp de Nimègue le 2 mai 1803. Il est fait chevalier de la Légion d'honneur le 16 février 1804, et officier de l'ordre le 14 juin suivant.
En 1805, il sert à la 2e division du 1er corps de la Grande Armée, et il y fait les campagnes de Prusse et de Pologne de 1806 et 1807. Employé à l'armée d'Espagne en 1808, il est promu général de brigade le 22 novembre 1808. Il se distingue particulièrement le 28 juillet 1809, à la bataille de Talavera, et il est tué le 5 mars 1811, à la bataille de Barrosa. 

## Sources
- (en) « Generals Who Served in the French Army during the Period 1789 - 1814: Eberle to Exelmans »
- Thierry Pouliquen, « Les généraux français et étrangers ayant servis [sic] dans la Grande Armée » (consulté le 15 juillet 2013)
- Docteur Robinet, Jean-François Eugène et J. Le Chapelain, Dictionnaire historique et biographique de la révolution et de l'empire, 1789-1815, volume 1, Librairie Historique de la révolution et de l’empire, 900 p. (lire en ligne), p. 391.
- Jacques Charavay, Les généraux morts pour la patrie, 1792-1871 : notice biographiques, Au siège de la société, 1893, 261 p. (lire en ligne), p. 89.